# Valentín Carboni
Valentín Carboni (* 5. März 2005 in Buenos Aires) ist ein argentinisch-italienischer Fußballspieler.

## Karriere

### Verein
Nachdem er bis zum Sommer 2019 noch in der U20 des CA Lanús gespielt hatte, wechselte er danach nach Italien, wo er nun in der Jugend von Catania Calcio spielte. Ein Jahr später verpflichtete ihn Inter Mailand für seine Jugend, wo er auch alle weiteren U-Mannschaften durchlief. Schlussendlich stieß er zur Saison 2022/23 in den Kader der ersten Mannschaft vor und hatte hier am 1. Oktober 2022 bei einer 1:2-Niederlage gegen die AS Rom sein Debüt in der Serie A, als er in der 88. Minute für Federico Dimarco eingewechselt wurde. Nebst weiterer Kurzeinsätze bekam er dann am 1. November 2022 bei einem Gruppenspiel gegen Bayern München sein Debüt in der Champions League. Zur Spielzeit 2023/24 wurde er erst einmal an den AC Monza verliehen, wo er nun konstant Einsätze bekam. Im August 2024 folgte eine weitere Leihe zu Olympique Marseille. In Marseille kam er zunächst zu vier Einsätzen, ehe er sich einen Kreuzbandriss zuzog. Daraufhin wurde die Leihe im Februar 2025 vorzeitig beendet, sodass er seine Reha beim Stammverein Inter Mailand fortsetzen konnte.

### Nationalmannschaft
Mit der italienischen U17 nahm er von August 2021 bis Februar 2022 an einer Vielzahl von Freundschafts- aber auch ein paar Qualifikationsspielen teil. Danach wechselte er zum argentinischen Verband und debütierte hier im Juni 2022 bei der U20. Am Ende seiner Laufbahn hier war er auch Teil des Kaders bei der Weltmeisterschaft 2023, wo er mit seinem Team das Achtelfinale erreichte und er selbst auch noch ein Tor erzielte.
Sein Debüt für die argentinische A-Nationalmannschaft hatte er am 26. März 2024 bei einem 3:1-Freundschaftsspielsieg über Costa Rica, als er zur 82. Minute für Ángel Di María eingewechselt wurde. In Folge seiner Nominierung für den Turnier-Kader bei der Copa América 2024 folgte dann auch noch ein weiterer Freundschaftsspieleinsatz.

## Titel
Nationalmannschaft
- Copa-América-Sieger: 2024

Verein
- Italienischer Supercupsieger: 2022

## Sonstiges
Er ist der Sohn von Ezequiel Carboni sowie der Bruder von Franco Carboni, welcher ebenfalls als Fußballspieler tätig ist.